# Krzysztof Wiłkomirski
Krzysztof Wiłkomirski (Varsóvia, 18 de setembro de 1980) é um judoca polonês.

## Resultados
| Ano  | Campeonato         | Lugar | Classe                |
| ---- | ------------------ | ----- | --------------------- |
| 2005 | Campeonato Mundial | 7º    | Peso leve (até 73 kg) |
| 2003 | Campeonato Europeu | 3º    | Peso leve (até 73 kg) |
| 2001 | Campeonato Mundial | 3º    | Peso leve (até 73 kg) |
| 2001 | Campeonato Europeu | 5º    | Peso leve (até 73 kg) |